# Чижрека
Чижрека — река в России, протекает по территории Беломорского района Карелии. Длина реки — 11 км.
Река в общей сложности имеет пять малых притоков суммарной длиной 6,5 км.
Устье реки находится на Поморском берегу Онежской губы Белого моря.
Населённые пункты на реке отсутствуют.

## Данные водного реестра
По данным государственного водного реестра России относится к Баренцево-Беломорскому бассейновому округу, водохозяйственный участок реки — реки бассейна Онежской губы от южной границы бассейна реки Кемь до западной границы бассейна реки Унежма, без реки Нижний Выг. Речной бассейн реки — бассейны рек Кольского полуострова и Карелии, впадает в Белое море.